# Atmosfäriskt brus
Atmosfäriskt brus är radiobrus skapat av naturliga atmosfäriska processer, primärt blixturladdningar från åskväder. På en global skala sker det 40 blixtnerslag per sekund. (3,5 miljoner urladdningar per dag)
Summan av alla dessa blixtnedslag resulterar i det atmosfäriska brus som kan observeras med en vanliga radiomottagare i form av vitt brus från fjärran åskoväder med impulser från närliggande åskoväder.